# Simone Moro
Simone Moro (ur. 27 października 1967 w Bergamo) – włoski wspinacz, alpinista, himalaista. Jest drugim po Jerzym Kukuczce wspinaczem, który zdobył zimą cztery ośmiotysięczniki – Sziszapangmę, Makalu, Gaszerbrum II i Nanga Parbat oraz pierwszym i jedynym, który ma cztery pierwsze zimowe wejścia na ośmiotysięczniki. W sumie zdobył osiem z czternastu najwyższych szczytów świata; na Mount Evereście był cztery razy. Do jego partnerów wspinaczkowych należeli m.in. nieżyjący już Piotr Morawski, Anatolij Bukriejew i żyjący  Denis Urubko.

## Życiorys
Z wykształcenia bibliotekarz, był trenerem pływania, przewodnikiem górskim oraz oficerem wojska włoskiego. W latach 1992–1996 pracował jako trener dla Narodowej Włoskiej Kadry Wspinaczki Sportowej (F.A.S.I.).
Wspólnie z innym Włochem, Silvio Mondinellim, został negatywnym bohaterem skandalu związanego ze zdobywaniem Korony Himalajów. Okazało się bowiem, że ich wejście na Lhotse w 1994 roku to kłamstwo. Wchodzący w tym samym czasie Ryszard Pawłowski oświadczył, że zawrócili z grani około 150 metrów poniżej wierzchołka. Moro ponownie zaatakował Lhotse w 1997, tym razem wchodząc już na szczyt. W grudniu 1997 próbował zimowego wejścia południową ścianą na Annapurnę. Podczas tej próby jego towarzysze Anatolij Bukriejew i Dimitrij Sobolew zginęli pod lawiną.
W 2001 roku podczas próby zdobycia Lhotse na wysokości 8000 metrów przerwał wspinaczkę, aby odszukać i ratować brytyjskiego alpinistę Toma Mooresa. Za ten wyczyn Moro został nagrodzony przez UNESCO nagrodą Fair Play.
W 2014 nową partnerką wspinaczkową Moro została jego młodsza rodaczka – Tamara Lunger. W lutym 2015 usiłowali zdobyć zimą Manaslu, jednak niekorzystna pogoda pokrzyżowała ich plany. Udało jednak im się wspiąć nową trasą na Imja Tse (Island Peak) oraz dokonać pierwszego w historii wejścia na centralny szczyt Kang Lemo (6100 m).
Na przełomie 2015 i 2016 roku kilka zespołów starało się zdobyć przedostatni z niezdobytych do tej pory ośmiotysięczników – Nanga Parbat. Moro ponownie był w zespole z Lunger. Oprócz nich do zdobycia szczytu sposobił się także międzynarodowy zespół: Alex Txikon, Daniele Nardi oraz Muhammad Ali, a także: Adam Bielecki i Jacek Czech, Marek Klonowski z zespołem oraz Tomasz Mackiewicz i Élisabeth Revol. Po tym, gdy w lutym doszło do kłótni pomiędzy Txikonem a Nardim i ten drugi opuścił wyprawę, doszło do połączenia sił zespołów włoskiego (Moro-Lunger) z Txikonem i Alim. Czteroosobowy zespół, wyruszył z bazy 22 lutego, atak szczytowy (z obozu IV) zaczął się rankiem 26 lutego. Lunger zatrzymała się kilkadziesiąt metrów przed wierzchołkiem, natomiast pozostała trójka wspinaczy: Moro, Bask Alex Txikon oraz Pakistańczyk Muhammad Ali o godzinie 15:27 lokalnego czasu, dokonali pierwszego zimowego wejścia na Nanga Parbat. Ostatnie kilkaset metrów Txikon wspinał się razem z Moro. 28 lutego himalaiści powrócili do bazy. Po ich wyczynie jedynym niezdobytym zimą ośmiotysięcznikiem pozostało K2.

## Osiągnięcia wspinaczkowe

### Ośmiotysięczniki
- Sziszapangma (1996)
- Lhotse (1997)
- Mount Everest (2000)
- Czo Oju (2002)
- Mount Everest (2002)
- Broad Peak (2003)
- Sziszapangma (14 stycznia 2005 – pierwsze w historii wejście zimowe wspólnie z Piotrem Morawskim)
- Mount Everest (2006 – trawers przez szczyt od południa na północ, 25 maja 2010 – wejście i powrót do bazy w 48 godzin)
- Makalu (9 lutego 2009 – pierwsze w historii wejście zimowe wraz z Denisem Urubką)
- Mount Everest (2010)
- Gaszerbrum II (2 lutego 2011 – pierwsze zimowe wejście z Denisem Urubką oraz Corym Richardsem)[14]
- Nanga Parbat (26 lutego 2016 – pierwsze zimowe wejście w zespole z Pakistańczykiem Muhammadem Alim Sadparą oraz hiszpańskim Baskiem Alexem Txikonem[10]).

### Inne osiągnięcia wspinaczkowe
- 1993 – Aconcagua
- 1996 – Fitz Roy (zachodnią ścianą),
- 1999 – Szczyt Korżeniewskiej, Szczyt Lenina, Chan Tengri, Szczyt Ismaila Samaniego
- 2002 – Masyw Vinsona
- 2003 – Elbrus
- 2004 – Baruntse (nowa droga na północnej ścianie)
- 9 lipca 2005 – Batakshi (nowa droga)
- 1 sierpnia 2008 – Beka Brakai (pierwsze wejście)
- 2015 – Kang Lemo (pierwsze wejście) oraz Imja Tse

Jego rekord jako jedynego człowieka na świecie, który dokonał czterech pierwszych zimowych wejść na ośmiotysięczniki.

## Publikacje
- 2011 – Kometa nad Annapurną[15],
- 2015 – Zew lodu. Ośmiotysięczniki zimą: moje prawie niemożliwe marzenie[16],
- 2017 – Misja Helikopter[17],
- 2022 – Widziałem otchłań[18].